# Фьодор Литке
Фьодор Петрович Литке (на руски: Фёдор Петрович Литке) е руски мореплавател, географ, изследовател на Арктика, адмирал (1855), граф (1866).

## Биография

### Произход и младежки години (1797 – 1817)
Роден е на 17 септември 1797 година в Санкт Петербург, Руска империя, в семейство на митничар. Роден сирак (майка му умира при раждането му), има още четири братя и сестри. Баща му се жени за втори път, но той не се спогажда с мащехата си. На 6 години е даден в пансион, който напуска след смъртта на баща си през 1808, поради отказа на мащехата да му плаща издръжката. До 15-годишна възраст живее при вуйчо си, като се самообразова, чете много книги и жаждата за знания става отличителна черта на характера му.
През 1810 една от сестрите му се омъжва за капитан 2-ри ранг Иван Сулменев, станал впоследствие адмирал, което събитие определя по нататъшната съдба на Фьодор Литке. През 1812 Сулменев ходатайства пред военноморския министър и младия тогава Литке е зачислен като доброволец в Балтийския флот. Следват няколко години усилено изучаване на математика и навигация и участия в морски сражения с французите, като за битката при Данциг Фьодор Литке е награден с Георгиевски кръст и произведен в първи офицерски чин – мичман.

### Участие в околосветската експедиция на Василий Головнин (1817 – 1819)
През 1816, отново чрез ходатайството на Сулменев, Литке е включен в състава на околосветската експедиция на Василий Головнин, като по неговите думи „аз се върнах истински моряк“, образно показват школата, която завършва и която спомага за следващите му изследвания и плавания.
На кораба „Камчатка“ Литке заема длъжността началник на хидрографската група, като непрекъснато продължава да се самообразова – научава английски език, прави преводи, астрономически наблюдения и изчисления.

#### Експедиции до Нова Земя (1821 – 1824)
От 1821 до 1824, по настояване на Василий Головнин, Литке провежда четири експедиции в Баренцево и Бяло море, като изследва и картира западното крайбрежие на Нова Земя, от протока Карски Врати (70º 25` с.ш.) до нос Насау (76º 18` с.ш.), в т.ч. заливите Молер (72º 08` с.ш.), Кръстов (74º 10` с.ш.), Южен Сулменев (74º 20` с.ш.) и Северен Сулменев (74º 30` с.ш.) и о-вите Панкратев (76º08`с.ш.).
След завръщането си от Нова Земя капитан-лейтенант Литке е командирован в Адмиралтейския департамент, където написва и отпечатва първия си труд „Четырёхкратное путешествие в Северный Ледовитый океан на военном бриге „Новая Земля“ в 1821 – 1824 годах“ (1828, 2 изд. 1948), който му донася известност и признание в научния свят.

#### Второ околосветско плаване (1826 – 1829)
От 1826 до 26 август 1829 на кораба „Сенявин“ извършва околосветско плаване. В плаването вземат участие няколко видни учени: Емилий Ленц (1804 – 1865) – физик, Александър Постелс (1801 – 1871) – геолог, К. Г. Мертенс – ботаник и зоолог, Китлиц – орнитолог.
През януари 1828 в Каролинските о-ви изследва о-вите Сенявин и открива остров Понпей (14 януари, Понапе, вторично, 6°52′ с. ш. 158°14′ и. д. / 6.866667° с. ш. 158.233333° и. д., най-големия в групата) и атолите Пакин (7°04′ с. ш. 157°48′ и. д. / 7.066667° с. ш. 157.8° и. д.), Ант (вторично, 6°47′ с. ш. 157°58′ и. д. / 6.783333° с. ш. 157.966667° и. д.), Еаурипик (6°40′ с. ш. 143°04′ и. д. / 6.666667° с. ш. 143.066667° и. д.) и Нгатик (24 януари, третично, 5°49′ с. ш. 157°17′ и. д. / 5.816667° с. ш. 157.283333° и. д.), а през март и април – остров Сатавал (вторично, 7°23′ с. ш. 147°02′ и. д. / 7.383333° с. ш. 147.033333° и. д.) и атолите Олимарао (7°41′ с. ш. 145°52′ и. д. / 7.683333° с. ш. 145.866667° и. д.), Елато (вторично, 7°30′ с. ш. 146°10′ и. д. / 7.5° с. ш. 146.166667° и. д.) и Ифалик (3 април, вторично, 7°15′ с. ш. 144°27′ и. д. / 7.25° с. ш. 144.45° и. д.). Изследва и множество други острови и атоли в Каролинските и Марианските о-ви и о-вите Бонин.
През лятото на 1828 астрономически определя по важните пунктове по източното крайбрежие на Камчатка. Иван Алексеевич Ратманов (старши офицер) и Василий Егорович Семьонов (щурман) картират остров Карагински и протока Литке, отделящ го от континента. След това експедицията картира южните брегове на п-ов Чукотка от Мечигменския залив (172º 30` з.д.) на изток до залива Кръст (179º 10` з.д., включително) на запад. Открива и картира протока Сенявин (64°50′ с. ш. 172°35′ з. д. / 64.833333° с. ш. 172.583333° з. д.) отделящ островите Аракамчечен и Итигран от континента.
След завръщането си от околосветското плаване описва изследванията и откритията си в книгата: "Путешествие вокруг света... на военном шлюпе „Сенявин“ в 1826 – 1829 годах" (ч. 1 – 3, с атласом, 1834 – 36, 2-е сокращ. Изд., 1948).

### Следващи години (1829 – 1882)
Веднага след завръщане от околосветското си плаване Литке е произведен в капитан 1-ви ранг (като е прескочен капитан 2-ри ранг). През 1829 е избран за член-кореспондент на Петербургската академия на науките и получава място като преподавател в катедрата по навигация. Едновременно с това подготвя и издава втората си книга посветена на околосветското му плаване.
През 1830 е командир на учебна ескадра в Атлантическия океан, включваща три кораба – фрегатите „Анна“ и „Принц Орански“ и брига „Аякс“.
През 1832 е награден с орден „Свети Владимир“ 3-та степен, ръководи доставката на провизии и оборудване от Данциг по река Висла за действащата руска армия в Полша. На 1 февруари 1832 Литке е назначен за флигел-адютант, а в края на годината възпитател на петгодишния велик княз Константин Николаевич, който неговия баща, император Николай I, е назначил на служба във флота. На тази длъжност Литке прекарва 16 години до 1848.
През 1845 Литке, заедно с други видни за времето си учени и мореплаватели, основава Имперското Руско географско дружество, като първи негов президент става великия княз Константин Николаевич, а Литке – вицепрезидент (1845 – 1865).
През 1835 Литке става контраадмирал, през 1843 – вицеадмирал, а през 1850 е назначен за главен командир на Ревелското пристанище и военен губернатор на Ревел (сега Талин, столица на Естония).
По време на Кримската война (1853 – 1856) Литке организира отбраната на Финския залив от превъзхождащите сили на англо-френската ескадра, за което получава чин пълен адмирал и е назначен за член на Държавния съвет.
От 1864 до смъртта си на 8 октомври 1882 година е президент на Руската академия на науките, като спомага за разширяване на главната физическа обсерватория, метеорологичната и магнитна обсерватория в Павловск, увеличава броя на премиите за научни и литературни произведения, подобрява състоянието на музеите, колекциите и други учебни пособия.
През 1866 „за дълговременна служба, изпълнения на особено важни поръчения и научни трудове, добили европейска известност“ му е присвоена титлата граф.

## Памет
Неговото име носят:
- връх Литке в Антарктида;
- връх Литке (78°08′ с. ш. 21°50′ и. д. / 78.133333° с. ш. 21.833333° и. д.) на остров Едж в архипелага Шпицберген;
- връх Литке (76°12′ с. ш. 61°09′ и. д. / 76.2° с. ш. 61.15° и. д.) на Северния остров на Нова земя;
- залив Литке (72°07′ с. ш. 52°03′ и. д. / 72.116667° с. ш. 52.05° и. д.) на Баренцево море, на западния бряг на Южния остров на Нова земя;
- залив Литке (65°43′ с. ш. 171°18′ з. д. / 65.716667° с. ш. 171.3° з. д.) на Берингово море, в залива Лаврентия;
- залив Литке (72°27′ с. ш. 55°29′ и. д. / 72.45° с. ш. 55.483333° и. д.) на Карско море, на източния бряг на Южния остров на Нова земя;
- нос Литке (71°17′ с. ш. 177°32′ з. д. / 71.283333° с. ш. 177.533333° з. д.) на източния бряг на остров Врангел в Чукотско море;
- нос Литке (76°15′ с. ш. 61°03′ и. д. / 76.25° с. ш. 61.05° и. д.) на западния бряг на Северния остров на Нова земя;
- нос Литке (53°57′ с. ш. 140°20′ и. д. / 53.95° с. ш. 140.333333° и. д.) на западния бряг на Сахалинския залив;
- нос Литке (54°29′ с. ш. 164°20′ з. д. / 54.483333° с. ш. 164.333333° з. д.) на южния бряг на остров Унимак от Алеутските о-ви;
- нос Литке (65°48′ с. ш. 170°29′ з. д. / 65.8° с. ш. 170.483333° з. д.) на западния бряг на Беринговия проток, на п-ов Чукотка;
- остров Литке (65°45′ с. ш. 171°18′ з. д. / 65.75° с. ш. 171.3° з. д.) в Берингово море, в залива Лаврентия;
- остров Литке (Уест Фаю, 8°05′ с. ш. 146°43′ и. д. / 8.083333° с. ш. 146.716667° и. д.) в Каролинските о-ви;
- остров Литке (69°30′ с. ш. 67°14′ и. д. / 69.5° с. ш. 67.233333° и. д.) в Карско море, край западното крайбрежие на п-ов Ямал;
- остров Литке (79°54′ с. ш. 59°55′ и. д. / 79.9° с. ш. 59.916667° и. д.) в Северния ледовит океан в архипелага Земя на Франц йосиф;
- о-ви Литке (76°53′ с. ш. 96°00′ и. д. / 76.883333° с. ш. 96° и. д.) в Карско море, в архипелага Норденшелд;
- планина Литке (73°22′ с. ш. 54°15′ и. д. / 73.366667° с. ш. 54.25° и. д.) на Северния остров на Нова земя;
- полуостров Литке (76°13′ с. ш. 61°40′ и. д. / 76.216667° с. ш. 61.666667° и. д.) на западния бряг на Северния остров на Нова земя;
- проток Литке (59°00′ с. ш. 163°30′ и. д. / 59° с. ш. 163.5° и. д.) в Берингово море, отделящ остров Карагински от континента;
- улици в Донецк (Украйна) и Кронщад (Русия).